# 남이면 (금산군)
남이면(南二面)은 충청남도 금산군의 면이다.

## 연혁
- 백제 시대 : 진내군
- 757년 : 진예군
- 1305년 : 금주군
- 1413년 : 금산군
- 1896년 : 전라북도 금산군
- 1914년 3월 1일 : 부군면 통폐합으로 남동면과 남서면을 병합해 남이면이라 칭함.
- 1963년 1월 1일 : 전라북도에서 충청남도로 환원[1]

## 교육
- 남이초등학교 (하금리)
  - 흑암분교 (폐교) - 남이면 보석사로 281 (흑암리)
  - 건천분교 (폐교) - 남이면 휴양림로 1302 (건천리)
- 금산중앙초등학교 석동분교 (폐교) - 남이면 보석사로 811 (석동리)

## 행정 구역
| 법정리 | 한자명 | 행정리  | 자연마을                                   | 비고                   |
| ------ | ------ | ------- | ------------------------------------------ | ---------------------- |
| 건천리 | 乾川里 | 건천1리 | 신대, 하개직, 중개직, 암삼, 중리           |                        |
| 건천리 | 乾川里 | 건천2리 | 일양골, 음지, 지암, 괴목                   |                        |
| 구석리 | 九石里 | 구석1리 | 모티, 원구석                               |                        |
| 구석리 | 九石里 | 구석2리 | 고답, 광대정                               |                        |
| 대양리 | 大陽里 | 대양1리 | 양지촌, 새터, 욧골, 백암, 입석, 선담       |                        |
| 대양리 | 大陽里 | 대양2리 | 명고동, 도룡골, 개안골, 삼방, 유곡, 두문동 |                        |
| 매곡리 | 梅谷里 | 매곡1리 | 양지촌, 중촌, 상촌                         |                        |
| 매곡리 | 梅谷里 | 매곡2리 | 탕건암, 호티, 풍전                         |                        |
| 상금리 | 上金里 | 상금리  | 원상금, 활골, 관운리, 보내                 |                        |
| 석동리 | 石洞里 | 석동1리 | 석골                                       |                        |
| 석동리 | 石洞里 | 석동2리 | 지프내, 안골                               |                        |
| 성곡리 | 星谷里 | 성곡1리 | 비실 일부, 개안이                          |                        |
| 성곡리 | 星谷里 | 성곡2리 | 비실 일부, 대문거리, 와말                  |                        |
| 역평리 | 驛坪里 | 역평1리 | 상역평, 가오리, 새터                       |                        |
| 역평리 | 驛坪里 | 역평2리 | 중역평, 계동                               |                        |
| 하금리 | 下金里 | 하금1리 | 평촌, 원하금                               | 면 행정복지센터 소재지 |
| 하금리 | 下金里 | 하금2리 | 신대, 고촌, 음수동                         |                        |
| 하금리 | 下金里 | 하금3리 | 용동                                       |                        |
| 흑암리 | 黑岩里 | 흑암1리 | 원흑암                                     |                        |
| 흑암리 | 黑岩里 | 흑암2리 | 성산                                       |                        |